# Perim
Perim (tiếng Ả Rập: بريم [Barīm]) là một đảo núi lửa nằm ở vị trí chiến lược trong eo biển Bab-el-Mandeb tại lối vào phía nam của Hồng Hải ngoài khơi phía tây nam của Yemen, tại tọa độ 12°39′24″B 43°24′54″Đ / 12,6566667°B 43,415°Đ. Nó có diện tích bề mặt khoảng 13 km² và chỗ cao nhất là 65 m. Đảo này có một bến cảng tự nhiên ở bờ phía tây nam, nhưng thảm thực vật thì rất thưa thớt và không có nguồn nước ngọt trên đảo, do vậy nó là khó khăn chính trong việc định cư vĩnh cửu tại đây.
Trong quá khứ, phun trào núi lửa tại đây có lẽ đã khép kín eo biển Bab-el-Mandeb và Hồng Hải đã bốc hơi để trở thành một đầm lầy khô cạn đầy muối.
Người Bồ Đào Nha đến đảo này lần đầu tiên vào năm 1513, nhưng không thể ở lại do sự chống đối của  đế quốc Ottoman. Pháp chiếm đảo này năm 1738. Năm 1799, đảo bị Công ty Đông Ấn thuộc Anh chiếm đóng trong một thời gian ngắn nhằm chuẩn bị cho cuộc xâm lăng vào Ai Cập. Người Anh lại tái chiếm đảo này năm 1857 và cho nó thuộc về thuộc địa Aden. Một ngọn đèn biển đã được dựng lên tại đây. Từ năm 1869 trở đi, đảo này được sử dụng như là trạm tiếp than cho tàu biển đi qua kênh đào Suez. Năm 1916, các lực lượng người Thổ Nhĩ Kỳ đã cố gắng chiếm đảo này nhưng không thành. Người Anh chiếm giữ đảo này tới năm 1967, còn sau đó nó trở thành lãnh thổ của Cộng hòa Dân chủ Nhân dân Yemen.

## Khí hậu
| Dữ liệu khí hậu của Perim (Barim Island) | Dữ liệu khí hậu của Perim (Barim Island) | Dữ liệu khí hậu của Perim (Barim Island) | Dữ liệu khí hậu của Perim (Barim Island) | Dữ liệu khí hậu của Perim (Barim Island) | Dữ liệu khí hậu của Perim (Barim Island) | Dữ liệu khí hậu của Perim (Barim Island) | Dữ liệu khí hậu của Perim (Barim Island) | Dữ liệu khí hậu của Perim (Barim Island) | Dữ liệu khí hậu của Perim (Barim Island) | Dữ liệu khí hậu của Perim (Barim Island) | Dữ liệu khí hậu của Perim (Barim Island) | Dữ liệu khí hậu của Perim (Barim Island) | Dữ liệu khí hậu của Perim (Barim Island) |
| Tháng                                    | 1                                        | 2                                        | 3                                        | 4                                        | 5                                        | 6                                        | 7                                        | 8                                        | 9                                        | 10                                       | 11                                       | 12                                       | Năm                                      |
| ---------------------------------------- | ---------------------------------------- | ---------------------------------------- | ---------------------------------------- | ---------------------------------------- | ---------------------------------------- | ---------------------------------------- | ---------------------------------------- | ---------------------------------------- | ---------------------------------------- | ---------------------------------------- | ---------------------------------------- | ---------------------------------------- | ---------------------------------------- |
| Trung bình ngày tối đa °C (°F)           | 28.9 (84.0)                              | 29.4 (84.9)                              | 30.6 (87.1)                              | 32.2 (90.0)                              | 35.0 (95.0)                              | 36.7 (98.1)                              | 37.2 (99.0)                              | 36.7 (98.1)                              | 36.1 (97.0)                              | 33.3 (91.9)                              | 31.1 (88.0)                              | 29.4 (84.9)                              | 33.1 (91.5)                              |
| Trung bình ngày °C (°F)                  | 26.4 (79.5)                              | 26.7 (80.1)                              | 27.8 (82.0)                              | 29.2 (84.6)                              | 31.7 (89.1)                              | 33.1 (91.6)                              | 33.6 (92.5)                              | 33.3 (91.9)                              | 32.5 (90.5)                              | 30.3 (86.5)                              | 28.3 (82.9)                              | 27.0 (80.6)                              | 30.0 (86.0)                              |
| Tối thiểu trung bình ngày °C (°F)        | 23.9 (75.0)                              | 23.9 (75.0)                              | 25.0 (77.0)                              | 26.1 (79.0)                              | 28.3 (82.9)                              | 29.4 (84.9)                              | 30.0 (86.0)                              | 30.0 (86.0)                              | 28.9 (84.0)                              | 27.2 (81.0)                              | 25.6 (78.1)                              | 24.4 (75.9)                              | 26.9 (80.4)                              |
| Lượng mưa trung bình mm (inches)         | 5 (0.2)                                  | 3 (0.1)                                  | 5 (0.2)                                  | 3 (0.1)                                  | 2 (0.1)                                  | 2 (0.1)                                  | 3 (0.1)                                  | 5 (0.2)                                  | 13 (0.5)                                 | 3 (0.1)                                  | 3 (0.1)                                  | 3 (0.1)                                  | 50 (2.0)                                 |
| Độ ẩm tương đối trung bình (%)           | 71                                       | 72                                       | 73                                       | 74                                       | 72                                       | 71                                       | 69                                       | 68                                       | 74                                       | 72                                       | 71                                       | 73                                       | 72                                       |
| Số giờ nắng trung bình ngày              | 9.2                                      | 9.1                                      | 8.7                                      | 8.4                                      | 7.7                                      | 8.3                                      | 6.3                                      | 6.2                                      | 7.2                                      | 9.1                                      | 8.4                                      | 9.3                                      | 8.2                                      |
| Nguồn: Arab Meteorology Book             |                                          |                                          |                                          |                                          |                                          |                                          |                                          |                                          |                                          |                                          |                                          |                                          |                                          |